# Автошлях Т 2521
Автошля́х Т 2521 — автомобільний шлях територіального значення у Чернігівській області. Пролягає територією Сосницького та Борзнянського районів через Сосницю — Шаповалівку. Загальна довжина — 34,7 км.

## Маршрут
Автошлях проходить через такі населені пункти:
| Автошлях Т 2521      |                 |
| Чернігівська область |                 |
| Сосницький район     |                 |
| Сосниця              | Н27Т 2516Т 2532 |
| Мале Устя            |                 |
| Велике Устя          |                 |
| Борзнянський район   |                 |
| Галайбине            |                 |
| Високе               |                 |
| Велика Доч           |                 |
| Шаповалівка          | Т 2523          |
|                      | E101М02         |